# Грайндкор
Грайндкор — музичний жанр, який з'явився на початку 1980 років. Утворився в результаті змішування таких жанрів, як хардкор, краст та треш. Завдяки виконавцям грайнду, насамперед Міку Гаррісу, у важкому металі було започатковано та популяризовано техніку бласт біту.

## Характеристики жанру

### Музика
- Якомога більше дісторшна на звучання гітари, перевантаження, за рахунок якого досягається звучання на межі з шумом
- Налаштування гітар на пів-(або більше) тону нижче
- Синтетичний бас — цей інструмент пропускається через низку педалей ефектів
- Виключно швидкі ударні. Вони власне і дали назву стилю (з англ. Grind — молотити).
- Комбінована мелодійність з частою зміною ритму

### Вокал
- Вокальні прийоми — гроулінг або скримінг
- Поширене спотворення голосу звуковими ефектами

### Тематика пісень
- Соціально-спрямовані пісні (політичні проблеми, антикапіталізм, фашизм або антифашизм, дискримінація, анархія тощо)

## Список виконавців жанру
| - Napalm Death - Pig Destroyer - Carcass - Nasum - Terrorizer - Anal Cunt - Rotten Sound - Brutal Truth - Anaal Nathrakh - The Berzerker - Cephalic Carnage - Dr. Acula - Excrementory Grindfuckers | - Brujeria - Agoraphobic Nosebleed - Fuck...I'm Dead - Insect Warfare - Cock and Ball Torture - Arsonists Get All The Girls - Genghis Tron - The Number Twelve Looks Like You - Leng Tch'e - Assück - Extreme Noise Terror - The Locust - Regurgitate |

### В Україні
- Epicrise
- Infected
- Mental Demise
- Краніум
- Ebanath
- Warning fog
- Subscum
- Gaz-66